# Кринский, Иосиф Борисович
Ио́сиф Бори́сович Кри́нский (13 декабря 1940, Ленинград — 7 декабря 2009, Санкт-Петербург) — советский и российский каскадёр, постановщик трюков и фехтования, педагог, член профессиональной ассоциации каскадеров России, чемпион Ленинграда по фехтованию, Мастер спорта СССР по фехтованию, Почётный кинематографист России, ветеран труда.

## Биография
В 1963 году окончил ГДОИФК имени П. Ф. Лесгафта. Первые годы работал тренером по фехтованию в детской спортивной школе и школе высшего спортивного мастерства.
В 1972 году стал преподавателем кафедры физвоспитания в ЛГИТМиКе.
В 1978 году Кринский был приглашён на Одесскую киностудию на съёмки трёхсерийного телефильма «Д’Артаньян и три мушкетёра» в качестве каскадёра. С этого времени Иосиф Борисович ушёл в кинематограф, стал работать на киностудии «Ленфильм» в качестве каскадёра, иногда исполнял эпизодические роли в некоторых картинах. Позднее, усовершенствовав своё мастерство, Кринский работал в кино как постановщик трюков и фехтования.
С 1994 года совмещал работу на «Ленфильме» с преподаванием сценического движения и сценического фехтования в ряде театральных ВУЗов и факультетов Санкт-Петербурга, среди которых СПбГАТИ, СПбГУКИ, СПбБУ и БИЭПП.
Скончался 7 декабря 2009 года в Санкт-Петербурге от рака желудка.

## Фильмография

### Каскадёр
- 1978 — Д’Артаньян и три мушкетёра
- 1982 — Казачья застава
- 1982 — Остров сокровищ
- 1990 — Бакенбарды
- 1995 — Четвёртая планета
- 2002 — Улицы разбитых фонарей-4 (10-я серия)
- 2007 — Попытка к бегству
- 2012 — Подпоручик Ромашов

### Постановщик трюков
- 1985 — Переступить черту
- 1989 — Дон Сезар де Базан
- 1990 — Бакенбарды
- 1990 — Седая легенда
- 1991 — Изыди!
- 1992 — Тартюф
- 1993 — Окно в Париж
- 1993 — Пленники удачи
- 1993 — Сотворение Адама[3]
- 1996 — Из ада в ад
- 2001 — Темная ночь
- 2002 — Челябумбия
- 2006 — Пушкин. Последняя дуэль

### Роли в кино
- 1978 — Д’Артаньян и три мушкетёра — гвардеец кардинала
- 1980 — Синдикат-2 — эпизод
- 1980 — Служа Отечеству — казак
- 1981 — 20-е декабря — эпизод
- 1982 — Ослиная шкура — эпизод
- 1982 — Остров сокровищ — эпизод
- 1984 — Завещание профессора Доуэля — Седой
- 1986 — Левша — эпизод
- 1989 — Оно — эпизод
- 1990 — Духов день — эпизод
- 1999 — Агент национальной безопасности-1 — Павел Заруцкий (в серии «Легион»)
- 2006 — Травести — эпизод
- 2007 — Юнкера — эпизод